# 陽明路 (高雄市)
陽明路（Yangming Rd.）為三民區的南北向幹道。南起於三民區九如一路口，北止於澄明街口。

## 行經行政區域
- 三民區

## 沿線設施
（由北至南）
- 陽明市場
- 高雄銀行九如分行
- 玉山銀行澄清分行
- 高雄市立圖書館陽明分館
- 陽明公有停車場
- 全聯福利中心高雄義華店
- 全國電子陽明門市
- 寶華公園

## 公共自行車
- 高雄市公共自行車租賃系統：
  - 陽明義華路口：陽明路/義華路口(東北側)
  - 寶華兒童公園：陽明路56巷/陽明路口東側

## 相關連結
- 高雄市主要道路列表